# The Duke's Jester or A Fool's Revenge
The Duke's Jester or A Fool's Revenge è un cortometraggio muto del 1909 diretto da J. Stuart Blackton. La sceneggiatura di Eugene Mullin si basa sul dramma Il re si diverte di Victor Hugo.

## Produzione
Il film fu prodotto dalla Vitagraph Company of America.

## Distribuzione
Distribuito dalla Vitagraph Company of America, il film - un cortometraggio in una bobina - uscì nelle sale cinematografiche statunitensi il 22 giugno 1909.